# Сугомак (река)
Сугомак — река в России, протекает по Челябинской области. Река впадает в озеро Сугомак, которое соединяется с рекой Кыштым и Городским прудом города Кыштым. Из Городского пруда вода поступает через озёра Сазаново и Большая Нанога в озеро Иртяш — исток Течи.
Длина реки составляет 22 км.

## Данные водного реестра
По данным государственного водного реестра России относится к Иртышскому бассейновому округу, водохозяйственный участок реки — Теча, речной подбассейн реки — Тобол. Речной бассейн реки — Иртыш.
Код объекта в государственном водном реестре — 14010500712111200003115.